# Talking Tom and Friends
Talking Tom and Friends là thương hiệu của công ty Outfit7 Limited. Tính đến tháng 8 năm 2015, thương hiệu này có 5 nhân vật (Talking Tom, Talking Angela, Talking Ginger, Talking Ben và Talking Hank,Talking Becca) và 15 ứng dụng. Tính đến tháng 6 năm 2010, các ứng dụng đã đạt hơn 3 tỷ lượt tải về.

## Tiền đề
Bộ phim kể về Talking Tom và cuộc sống hàng ngày của bạn bè. Tom và Ben phát triển các ứng dụng di động và các phát minh khác mà họ cố gắng thể hiện với thế giới.

## Nhân vật

### Chính
- Tom (lồng tiếng bởi Colin Hanks), một con mèo tabby màu xám. Anh ấy phát triển các ứng dụng với Ben và thích ở khía cạnh kinh doanh. Hanks mô tả Talking Tom tinh nghịch, lôi cuốn, mạnh mẽ và cố gắng tạo ra mọi thứ; thủ lĩnh của nhóm của anh ta thích vui chơi.
- Ben (lồng tiếng bởi James Adomian), một chú chó màu nâu và là bạn thân của Tom. Anh ấy thích phát minh ra mọi thứ và làm việc trên các ứng dụng, tập trung vào các khía cạnh kỹ thuật của nó như lập trình máy tính. Adomian mô tả Talking Ben là bộ não của nhóm, rất nghiêm túc, nhưng kỳ dị rất nhiều.
- Angela (lồng tiếng bởi Lisa Schwartz), một con mèo trắng là bạn gái của Tom. Cô khao khát trở thành một ca sĩ. Schwartz mô tả cô là "siêu vui vẻ và nữ tính", và đôi khi ngại ngùng, đôi khi hướng ngoại.  Đây là vai trò giọng nói lớn đầu tiên của Schwartz và cô đã hát rất nhiều.  Cô ấy và Tom đã hợp tác trong một đĩa đơn của họ. Chelsea Ward cũng đã phát hành bản nhạc That Falling In Love, đóng vai trò Talking Angela.
- Ginger (được lồng tiếng bởi Maria Bamford) một con mèo nhỏ màu trắng cam và hàng xóm của Tom. Trong phần một, anh cho biết anh đến từ gia đình giàu thứ hai trong thị trấn. Bamford thích khi các diễn viên lồng tiếng ở trong phòng cùng nhau để thu âm.
- Hank (do Tom Kenny lồng tiếng), một chú chó trắng có đốm xanh quanh mắt trái và bàn chân màu xanh. Anh ấy là bạn cùng phòng của Tom và thích phim sitcom truyền hình, thường làm tài liệu tham khảo cho họ khi họ áp dụng vào cuộc sống của họ. Kenny mô tả Hank là điểm ngọt ngào của anh ấy khi làm những nhân vật tốt và ngu ngốc.
- Becca (do Maria Bamford lồng tiếng), một cô gái mới ở thị trấn, người đã theo dõi ca khúc về Angela có tên là "Little Miss Perfect". Cô ấy là một thiếu niên hỗn xược, thô lỗ với Angela cho đến khi cô ấy tìm ra sự thật về lý do tại sao cô ấy bị "giải tán". Cô ấy đã bị Angela buộc tội rằng cô ấy đã phải lòng Tom, nhưng sau đó tiết lộ rằng cô ấy đã phải lòng Hank.

## Các phần phim
- Phần 1: Nói về cuộc sống hằng ngày của Tom và nhóm bạn, đồng thời nói về chuyện tình của Tom và Angela. Trong tập đầu tiên (tập 0), Tom đã giới thiệu tất cả bạn bè của mình và cuộc sống hàng ngày.
- Phần 2: Xuất hiện nhân vật CEO, cùng với đó cốt truyện trở nên phức tạp hơn. Trong tập cuối, Tom đã đọc cuốn nhật ký của Angela làm cô tức giận.
- Phần 3: Tập đầu tiên, xuất hiện nhân vật Ricky the Luna. Tập cuối là Tom đã đối đầu với những thứ đến từ Digital World. Ben bị 1 tổ chức theo dõi hành vi sử dụng công nghệ của mình.
- Phần 4: Tập đầu Angela bị mất tích và cuộc giải cứu cô ấy của nhóm Tom.
- Phần 5 (Hiện Tại): Roy chuyển đến, dường như là kẻ thù của Tom.

## Các tập phim
- Phần 1: 52 tập
- Phần 2,3,4,5 : 26 tập
- Ngoại truyện ngắn : 8 tập
- Tổng cộng : 164 tập